# Peter Lund
Pour les articles homonymes, voir Lund.
Peter Lund (né le 30 décembre 1965 à Flensbourg) est un dramaturge et metteur en scène allemand.

## Biographie
Lund obtient l'abitur à Flensbourg. Il étudie l'architecture à Berlin. Il fonde la compagnie  Comp & Co et devient metteur en scène et auteur indépendant depuis 1985, entre autres à Brunswick, Hanovre, Darmstadt, Brême, Hambourg, Bâle, Innsbruck et Vienne. De 1996 à 2004, il est membre du conseil d'administration du Neuköllner Oper à Berlin. Depuis 2002, il est professeur dans le cours Musical/Show à l'université des arts de Berlin.
En plus de son travail de metteur en scène de théâtre musical, Lund se distingue comme écrivain en tentant d'acquérir de nouveaux aspects du genre de la comédie musicale. Surtout dans la collaboration avec les compositeurs Thomas Zaufke et Wolfgang Böhmer, Lund met en scène la réalité contemporaine et quotidienne, de façon réaliste ou fantaisiste. Pour ses pièces pour enfants, il développe des adaptations satiriques de contes de fées ou de livres pour enfants.

## Œuvres
Comédies musicales
- Hexen (1991), musique : Danny Ashkenasi (première le 11 novembre 1991, Intimes Theater Berlin)
- No Sex (1993), musique : Niclas Ramdohr (première le 17 avril 1993, KAMA Berlin)
- Lothar ich liebe dich (1993), musique : Wolfgang Böhmer (première le 18 novembre 1993, Freiburger Vorderhaus)
- Nero Kaiserkind (1994), musique : Niclas Ramdohr (première le 9 avril 1994, Theater des Westens Berlin)
- Na also – wird doch! (1995), musique : Winfried Radeke (première le 23 novembre 1995, Neuköllner Oper)
- Verraten und Verkauft (1996), musique : Niclas Ramdohr (première le 20 août 1996, Neuköllner Oper, Berlin)
- Das Wunder von Neukölln (1998), musique : Wolfgang Böhmer (première le 4 décembre 1998, Neuköllner Oper, Berlin)
- The Gershwin Songbook (1998), musique : Niclas Ramdohr (première le 7 décembre 1998, Neuköllner Oper Berlin)
- How to succeed in business without really trying (1999), musique : Niclas Ramdohr, (première le 24 juin 1999, Neuköllner Oper)
- Baby Talk (2000), musique : Thomas Zaufke (première le 30 avril 2000, Neuköllner Oper Berlin)
- Die Krötzkes kommen (2001), musique : Niclas Ramdohr (première le 21 février 2001, Neuköllner Oper)
- Love Bite – Biss ins Herz (2001), musique : Wolfgang Böhmer (première le 14 juin 2001, Neuköllner Oper, Berlin)
- Die Krötzkes sind drin (2002), musique : Niclas Ramdohr (première le 28 mars 2002, Neuköllner Oper Berlin)
- Jumping Jack (2003), musique : Wolfgang Böhmer (première le 12 février 2003, Theater der Jugend, Vienne)
- Panik Sound Club (2003), musique : Niclas Ramdohr (première le 5 juin 2003, Neuköllner Oper, Berlin)
- Elternabend (2003), musique : Thomas Zaufke (première le 21 novembre 2003, Neuköllner Oper, Berlin, mise en scène : Bernd Mottl)
- Der Elefantenmensch (2004), musique : Niclas Ramdohr, (première le 12 mars 2004, Theater der Jugend, Vienne)
- Letterland (2005), musique : Thomas Zaufke, (première le 21 juin 2005, Neuköllner Oper)
- Der Gestiefelte Straßenkater (2006), musique : Thomas Zaufke (première le 30 mars 2006, Theater der Jugend, Vienne)
- Held Müller (2006), musique : Thomas Zaufke (première le 1er mai 2006, Neuköllner Oper Berlin, mise en scène : Bernd Mottl)
- Kauf Dir ein Kind (2007), musique : Thomas Zaufke (première le 23 juin 2007, Neuköllner Oper Berlin)
- Big Money (2011), musique : Thomas Zaufke (première le 9 mars 2011, Staatstheater Karlsruhe)
- Frau Zucker will die Weltherrschaft (2011), musique : Wolfgang Böhmer (première le 13 octobre 2011, Neuköllner Oper, Berlin)
- Stimmen im Kopf (2013), musique : Wolfgang Böhmer (première le 21 mars 2013, Neuköllner Oper, Berlin)
- Schwestern im Geiste (2014), musique : Thomas Zaufke (première le 13 mars 2014, Neuköllner Oper Berlin)
- Grimm! – Die wirklich wahre Geschichte von Rotkäppchen und ihrem Wolf (2014), musique : Thomas Zaufke (première le 7 décembre 2014, Oper Graz)
- Stella – Das blonde Gespenst vom Kurfürstendamm (2016), musique : Wolfgang Böhmer (première le 23 juin 2016, Neuköllner Oper, Berlin)

Adaptations et traductions
- Wir pfeifen auf den Gurkenkönig (1990) d'après le roman de Christine Nöstlinger (première le 28 janvier 1990, Hebbel-Theater, Berlin)
- L’oca del Cairo (Die Gans von Kairo) (1991) d'après l'opéra de Wolfgang Amadeus Mozart, musique : Winfried Radeke (première le 11 mai 1991, Neuköllner Oper Berlin)
- Der Spielverderber (1992) d'après Hochzeitsnacht im Paradies de Friedrich Schröder, musique : Winfried Radeke (première le 24 septembre 1992, Neuköllner Oper Berlin)
- Aurora (1993) d'après l'opéra d'Ernst Theodor Amadeus Hoffmann (première le 20 mai 1993, Neuköllner Oper Berlin)
- Perlen vor die Säue (1994) d'après l'opérette d'après Jacques Offenbach (première en août 1994, KAMA Theater Berlin)
- Gluck Gluck Gluck (1994) d'après l'opéra de Christoph Willibald Gluck (première le 7 octobre 1994, Neuköllner Oper Berlin)
- Primadonnen – Eine ziemlich komische Oper (1995) d'après Der Impresario von Smyrna de Carlo Goldoni , musique : Marc-Aurel Floros (première le 31 août 1995, Theater im Zimmer, Hambourg)
- Die Freunde von Salamanka (1996) d'après l'opéra de Franz Schubert (première le 25 avril 1996, Neuköllner Oper)
- Die Blume von Hawaii (1996) d'après l'opérette de Paul Abraham, musique : Winfried Radeke (première le 14 novembre 1996, Neuköllner Oper Berlin)
- Lady, Be Good! (1997) d'après la comédie musicale de George et Ira Gershwin (première le 19 juin 1997, Neuköllner Oper)
- Die Legende vom Krabat (1997) (première de la première partie (Die Rote Dame) 18 novembre 1997, deuxième partie (König und Narr) 26 novembre 1997, Neuköllner Oper Berlin)
- The Boys from Syracuse (1998) d'après la comédie musicale de Richard Rodgers et Lorenz Hart, musique : Wolfgang Böhmer (première le 18 juin 1998, Neuköllner Oper Berlin)
- Messeschlager Gisela (1998) de Gerd Natschinski (première le 12 février 1998, Neuköllner Oper Berlin)
- Der glückliche Prinz (2000) d'après Oscar Wilde, musique : Wolfgang Böhmer (première le 23 mars 2000, Neuköllner Oper, Berlin)
- SommerNachtTraum (2000) d'après William Shakespeare, musique : Wolfgang Böhmer (première le  22 juillet 2000, abbaye de Neuzelle)
- Orpheus in der Unterwelt (2000) d'après l'opéra de Jacques Offenbach (première le 9 décembre 2000, Theater am Goetheplatz, Brême)
- Kaisers Nachtigall (2002) d'après le conte de Hans Christian Andersen (première en octobre 2002, Neuköllner Oper Berlin, mise en scène : Rogier Hardeman)
- Orpheus und Euridice (2002) d'après l'opéra de Christoph Willibald Gluck et Ranieri de’ Calzabigi (première le 22 septembre 2012, Théâtre de Ratisbonne)
- Die Dollarprinzessin (2004) d'après l'opérette de Leo Fall (première le 6 novembre 2004, Théâtre d'Erfurt)
- Maja & Co (2006), d'après l'opérette L'Abeille Maya de Jacques Offenbach d'après le roman de Waldemar Bonsels, musique : Wolfgang Böhmer (première le 30 novembre 2007, Neuköllner Oper Berlin)
- Kiss Me, Kate (2012) d'après la comédie musicale de Cole Porter et Samuel et Bella Spewack (première le 27 octobre 2012, mise en scène : Bernd Mottl)
- Jedermann – Die Rockoper (2014) d'après Hugo von Hofmannsthal, musique : Wolfgang Böhmer (première le 10 juillet 2014, DomStufen-Festspiele, Erfurt, mise en scène : Peter Lund)

## Source de la traduction
- (de) Cet article est partiellement ou en totalité issu de l’article de Wikipédia en allemand intitulé « Peter Lund (Autor) » (voir la liste des auteurs).

1. ↑  (de) Gunda Bartels, « „So eine politische Farce ist riskant“ », sur Der Tagesspiegel, 2021 (consulté le 30 août 2021)